# Semana vilchana
La semana vilchana es una actividad turística organizada anualmente durante el mes de febrero en la localidad de Vilches, Chile. Se originó en 1999 y es una de las alternativas más comunes y tradicionales para los turistas y lugareños que visitan el hermoso sector de Vilches durante febrero.
El evento, que se realiza en la escuela "Los Robles G-188" de Vilches Centro, con una capacidad que supera los 2500 espectadores. Aunque en principio la competencia de canciones folclóricas fue el origen del evento, luego esta actividad se suspendió para dar paso exclusivamente a números de shows folclóricos que son el plato fuerte de la actividad.

## Historia
Su origen y su desarrollo han sido bastante modestos.
Nació con el objetivo de cubrir el vacío dejado por el famoso Festival del Copihue, que se desarrolló en los años 1980 como un evento familiar realizado por los lugareños y familias de Talca que hacían de Vilches su lugar de veraneo. Este evento se realizó por muchos años en el terreno al costado de la posta de Vilches; con el tiempo y cada año se hacía más importante, comenzaron a llegar de vacaciones personas del mismo Talca que no conocían este lugar, San Clemente, Bajo Perquín, Santiago, Peñablanca, etc. y con esto el abanico de artistas fue creciendo de tal manera que pasaron por este escenario, artistas como Gervasio, Magaly Acevedo, El Clavel, Los Hermanos Bustos, etc. y que durante aquellos años en la zona llegó a quitarle popularidad y protagonismo al mismo Festival Internacional de la Canción de Viña del Mar.
Debido a su comercialización, este evento llegó a su término. Con los años, y gracias a la iniciativa del director de la Escuela "Los Robles G-188", Manuel Jose Herrera Castro, en 1999 se pudo concretar la actividad que fue apoyada por el municipio de San Clemente (Chile). El éxito de esta primera versión permitió que en 2000 se construyera la multicancha de la Escuela de Vilches Centro, anhelado deseo de los Integrantes de la comunidad vilchana; ya que en el año inicial el público se sentaba en sillas de madera sobre el piso de tierra, además de participar en actividades típicas de la cultura chilena, gracias a los frutos obtenidos de la primera Semana vilchana se pudieron ir haciendo mejoras al espectáculo de los años sucesivos y a la comunidad en general.

## Artistas invitados
Originalmente, diversos artistas emergentes eran invitados como forma de amenizar el evento centrado en las competencias musicales. Sin embargo, con el paso de los años, los invitados comenzaron a ganar un creciente protagonismo hasta convertirse en lo más importante.
A partir de 2004, la parrilla programática contaba con artistas como "Conjunto para el Folclor Sausal de Talca", "Ulises Rebolledo el Vilchano", "Manuel Amaro el Perro Choco", "Los Chileneros de San Clemente", "Bernardo Ayala", "Derecho y Libertad", "Los Hurdemales de San Clemente", "Sonora San Sebastián", "Los Hermanos Ayala", "Sombra Latina", "Grupo Savia", "Chico Michael", "La Domitila" entre muchos otros.

## Animadores
Durante los primeros años del evento, la semana vilchana fue animado por diferentes personas, destacándose locutores profesionales de radios Pehuenche y Cordillera como Javier Andrade y Juan Ramírez, en 2003 fue conducido por el afamado locutor radial "Jacindo del Carmen" y en 2004, un joven Manuel Villagra de Radio Futura FM (Talca), se convierte en el primer animador estable siendo el anfitrión del certamen hasta la actualidad.

## Artistas destacados
| Evento | Evento | País  | Intérprete                                     |
| ------ | ------ | ----- | ---------------------------------------------- |
| I      | 1999   | Chile | Don Ulises Rebolledo "El Vilchano"             |
| II     | 2000   | Chile | "Los Chileneros" de San Clemente.              |
| III    | 2001   | Chile | Conjunto para el Folclor "Huerquén".           |
| IV     | 2002   |       | Se realizó especial del "Festival del Copihue" |
| V      | 2003   | Chile | Sonora "San Sebastián".                        |
| VI     | 2004   | Chile | Sombra Latina                                  |
| VII    | 2005   | Chile | Grupo Savia                                    |
| VIII   | 2006   | Chile | Conjunto folclórico "Sauzal" de Talca          |
| IX     | 2007   | Chile | Manuel Amaro, "El Perro Choco"                 |
| X      | 2008   |       | No se realizó                                  |
| XI     | 2009   | Chile | Las Violetas                                   |
| XII    | 2010   | Chile |                                                |

- Datos: Q6124621